# Siam Mall
Siam Mall Tenerife es un centro comercial ubicado en Tenerife (municipio de Adeje, Canarias, España), junto al Siam Park, inaugurado el 23 de mayo de 2015. Con más de 30 000 m², 77 locales, 1100 plazas de aparcamiento y 600 empleados. 

## Localización
El centro comercial Siam Mall se encuentra en el municipio de Adeje, al sur de la isla de Tenerife, junto a la autopista del Sur. La dirección exacta es: Autopista del Sur de Tenerife ( TF-1 ), salida 73   73 , Adeje, Santa Cruz de Tenerife, Código Postal 38670, España.

## Datos del Centro

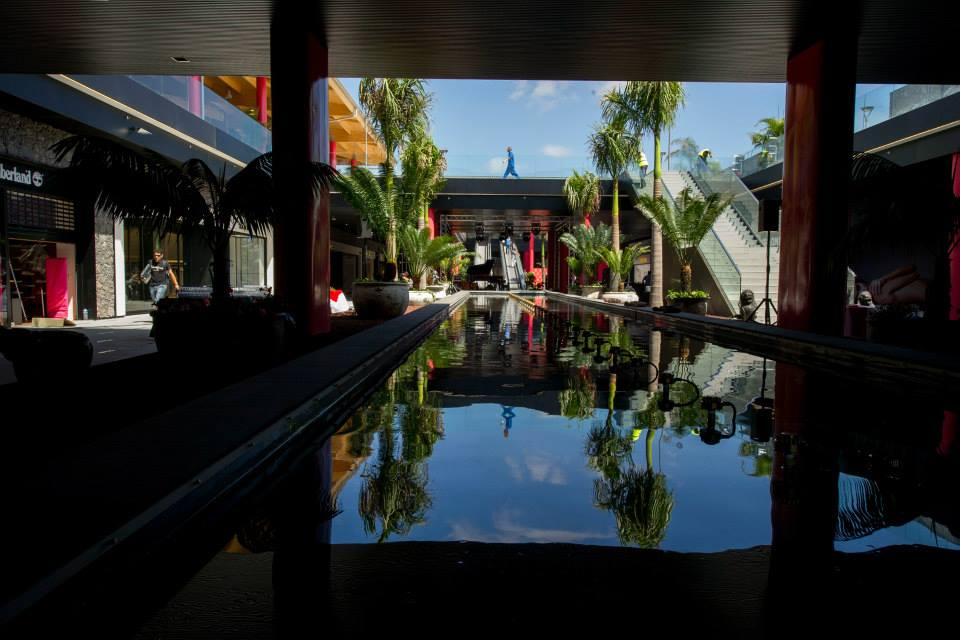
Espacios de Siam Mall.

Abierto los 365 días del año en un horario comprendido entre las 9:00 y las 00:00 horas.  
Tiene dos niveles conformados por más de 70 establecimientos repartidos entre locales de moda, ocio y restauración. 

## Diseño
Los arquitectos Luis Castellote Florez, Roberto Poveda Ballesteros y Jaime Castellote del Olmo, del estudio de Arquitectura A.G.I y Castellote + Arquitectos fueron los encargados del diseño del centro comercial.   
La temática del centro está basada en la ambientación tailandesa, con numerosas figuras y decoraciones diseñadas en Tailandia especialmente para sus espacios. Su construcción tardó 18 meses y se finalizó en el mes de mayo del año 2015. La constructora encargada del trabajo fue el Grupo San José.

## Transporte

### Autobús
Servicio gratuito de autobuses que recorre Los Cristianos, Playa de las Américas y Costa Adeje. 

### Vehículo
| Autopista del Sur de Tenerife | TF-1 |
| ----------------------------- | ---- |
| Salida 28                     | 28   |

Los vehículos que quieran llegar al centro comercial deberán hacerlo por la Autopista del Sur y tomar la salida 28.